# José Carlos Maltos Diaz
José Carlos Maltos Diaz (Monterrey, 18 agosto 1991) è un giocatore di football americano messicano, che gioca come kicker per i Montreal Alouettes.
Dopo aver giocato per una squadra universitaria messicana viene selezionato come undrafted free agent dai New Orleans Saints ma non entra nel roster attivo. Più tardi gioca nei Monterrey Fundidores e nel 2019 è scelto come secondo assoluto al Draft CFL-LFA.

## Palmarès
- 1 Grey Cup (Montreal Alouettes: 2023)